# Cathleen Nesbitt
Kathleen Mary Nesbitt (Cheshire, 24 de noviembre de 1888 – Londres, 2 de agosto de 1982), conocida como Cathleen Nesbitt, fue una actriz de cine, teatro y televisión británica. Debutó en el teatro en 1910 con la obra The Cabinet Minister y participó en alrededor de trescientas obras tanto en el Reino Unido como en Estados Unidos, entre ellas la versión original de My Fair Lady en 1957 y su nueva adaptación en 1981. Debutó en el cine con el cortometraje mudo A Star Over Night (1919) y luego participó en The Faithful Heart (1922). Volvió a participar en el cine en 1930 con la película Canaries Sometimes Sing. Luego participaría en numerosas películas, entre ellas, The Frightened Lady (1932), Creemos en el amor (1954), Tú y yo (1957), Mesas separadas (1958) y La trama (1976). En la televisión interpretó a Agatha Morley en The Farmer's Daughter e hizo una participación en la reconocida serie británica Arriba y abajo.
Estuvo comprometida con el poeta Rupert Brooke pero él murió en la Primera Guerra Mundial. Luego se casó con Cecil Beresford Ramage en 1922 y tuvieron dos hijos, Mark y Jennifer. En 1978 fue nombrada por la Reina Isabel II Dama Comendadora de la Orden del Imperio Británico (DBE). Finalmente, murió en 1982 en Londres a la edad de 92 años, con una carrera de alrededor de setenta años.

## Carrera
Cathleen Nesbitt nació el 14 de noviembre de 1888 en Cheshire, Inglaterra. Estudió en Francia, en la Universidad de París y en Irlanda del Norte, en la Queen's University, de donde finalmente se graduó en artes. Estudió teatro junto a Rosina Fillipi y recibió el apoyo de Sarah Bernhardt y de la patrona del teatro irlandés, Lady Gregory. Era la hermana mayor de Thomas Nesbitt, Jr., también actor teatral que filmó una película antes de morir en 1927. Nesbitt comenzó su carrera teatral en 1910 en la obra londinense The Cabinet Minister y luego en 1911 se unió a los Irish Players. Con la compañía viajó a Estados Unidos por primera vez y debutó en Broadway con la obra The Well of the Saints. Ese mismo año además estrenó Playboy of the Western World y poco después Galswortyh's Justice junto a John Barrymore.
Desarrollo su carrera principalmente en el ámbito teatral, con alrededor de trescientas obras estrenadas. En el teatro logró reconocimiento al interpretar a Mrs. Higgins, la madre de Rex Harrison en la obra, en la versión original de My Fair Lady (1956-1962), papel que volvería interpretar a fines de su vida en 1981. Su actuación fue elogiada por Brooks Atkinson de The New York Times que dijo «Cathleen Nesbitt lleva adelante sus escenas con gracia y elegancia» mientras que la actriz luego confesó que casi rechaza el papel al considerarlo «muy aburrido». Sin embargo luego mencionó que su opinión había cambiado en 1981 cuando volvió a participar en la obra considerando «estoy en una edad en la que mientras más pequeño sea el papel mejor» y que además ahora le encontraba «más gracia». Altercando entre Inglaterra y Estados Unidos, participó en obras como The Winter's Tale (1912-1913), The Taming of the Shrew (1934-1935) y El rey Lear (1939-1940) en Inglaterra y Gigi (1951-1952), Sabrina Fair (1953), Anastasia (1954-1955) y The Sleeping Prince (1956) en Estados Unidos.
Cathleen Nesbitt incursionó en el cine con un cortometraje mudo titulado A Star Over Night en 1919. Luego participó en The Faithful Heart (1922) y se mantuvo alejada del cine varios años hasta que filmó Canaries Sometimes Sing (1930) y The Frightened Lady (1932). En 1954 participó en su primera película estadounidense Creemos en el amor en la cual interpretó a Principessa; seguidamente, personificó el papel de Madame Bonaparte en Desirée, película cuyo papel protagónico perteneció a Marlon Brando, quien representó a Napoleón. En 1957 interpretó a la abuela de Cary Grant en Tú y yo, la película que el actor protagonizó junto a Deborah Kerr. Con Kerr volvió a actuar el año siguiente en Mesas separadas, que incluía en su reparto a David Niven, Rita Hayworth y Gladys Cooper. En los sesenta actuó en Tú a Boston y yo a California (1961), Prométele cualquier cosa (1965) y en La escalera (1969).
Además, desde 1963 hasta 1966 interpretó a Agatha Morley en setenta y ocho episodios de The Farmer's Daughter y en 1972 y 1973 tuvo una pequeña participación en dos episodios de la reconocida serie británica Arriba y abajo, en el papel de Lady Southwold.
En 1975 realizó el pequeño papel de una octogenaria adicta a las drogas en French Connection II, de John Frankenheimer. Sobre su papel expresó «Nunca había visto a una» y contó que le pidió un consejo a un amigo que le sugirió una estación del Metro de Londres, de la cual concluyó «Estuve rodeada de toda gente extraña. Escapé». En sus últimos años participó a su vez en La trama (1976) como Julia Rainbird y finalmente en Never Never Land como Edith Forbes. Al respecto de sus últimos años la actriz dijo «a medida que uno va envejeciendo uno no espera ser contratado. Te levanta el ánimo saber que alguien te quiere de nuevo». En 1978, cuatro años antes de morir, fue nombrada por la Reina Isabel II Dama Comendadora de la Orden del Imperio Británico (DBE).

## Vida personal
Estuvo comprometida con el poeta Rupert Brooke, que le escribió más de ochenta cartas. Pero Brooke murió durante la Primera Guerra Mundial y Nesbitt se casó con el político y abogado Cecil Beresford Ramage en 1922. El matrimonio tuvo dos hijos, Jennifer, una escritora, y Mark, cuyos padrinos incluyeron al escritor James Barrie y al primer ministro Hebert Asquith.
En 1977 Cathleen Nesbitt escribió su autobiografía, A Little Love and Good Company (en español, «Un poco de amor y buena compañía»). La actriz dijo «cuando tienes setenta tu vista empieza a irse, pero puedes conseguir anteojos. Cuando tienes ochenta tus oídos empiezan a dañarse pero puedes conseguir audífonos. Cuando tienes noventa tu memoria empieza a desvanecerse y no hay nada que puedas comprar para recuperarla».
Finalmente, murió en 1982 en Londres a la edad de 92 años, con una carrera de alrededor de setenta años. En el momento de su muerte el Daily Telegraph escribió «como actriz secundaria era una preciada posesión de cualquier reparto al que era llamada para unirse: tenía un gran don de versatilidad y sus habilidades eran tantas que la aparición de su nombre en el programa era una garantía de que una parte sería cuidadosamente estudiada e imaginativamente interpretada».

## Filmografía (seleccionada)
- The Passing of the Third Floor Back (1935)
- The Lamp Still Burns (1943)
- Fanny by Gaslight (1944)
- The Agitator (1945)
- Men of Two Worlds (1946)
- Jassy la adivina (1947)
- Odio en la sombra (1949)
- Extraño suceso (1950)
- Three Coins in the Fountain (Creemos en el amor, 1954)
- Desirée (1954)
- La viuda negra (1954)
- Tú y yo (1957)
- Mesas separadas (1958)
- Tú a Boston y yo a California (1961)
- Prométele cualquier cosa (1965)
- El templo del hampa (1966)
- La escalera (1969)
- French Connection II (1975)
- La trama (1976)
- Never Never Land (1980)